# Лешанска воденица
Лешанската воденица (на македонска литературна норма: Лешанска воденица) е възрожденска воденица, намираща се в охридското село Лешани, Северна Македония. Сградата е обявена за важно културно наследство на Република Македония.
Воденицата е разположена в местността Средно поле. Построена е от Тане Николовски в края на XIX – началото на XX век. Воденицата продължава да се използва по предназначение за мелене на жито.
Сградата има приземие и кат. Каменните зидове са дебели 60 – 65 см, формата е правоъгълна с размери 12 m X 6,66 m. Покривът е дървена конструкция на четири води с турски керемиди. Входната врата и прозорците са автентични. Воденицата се снабдява с вода от Голема река с помощта на яз. Водата до 60-те години се е довеждала с дървени букови талпи, а след това с бетонни корита. В долната част на воденицата са западени оригиналните елементи – дървеното вретено, свързващо горния и долния етаж, металното колело с перки, баба – метална част на гредата, бодлец, който влиза в бабата, старец, дървена част с метален горен завършек, която регулира меленето на житото, по-ситно или по-едро с доближаване или отдалечаване от камъните. В горната част също са запазени оригиналните части. От оригиналните три двойки камъни са запазени само две, а работи само една. Старите камъни са запазазени и са от местен материал, дело на местни майстори. Новите са от Върнячка баня. Металните части са сен – кръгла част между камъните, и пърплица, която върти камъка. Житото се слага в дървен кош от дъски с формата на обърната пирамида. Кутлица е кръглата дървена част, през която излиза зърното. Триъгълният назъбен дървен елемент ластойца служи за регулиране на потока (количеството) на жито за мелене. Зърната се мърдат с помощта на щракалиците. Дзвечки са части, висящи от коша към камъка и служат за даване на знак, кога ще се намали житото в коша. Под е частта, заградена с дъски около камъка, служеща за събиране на брашното. Дъргата дървена пречка, която служи за запиране на водата се нарича ставяло.
Във воденицата има и малко помещение от кирпич, за почивка и нощуване на воденичаря и склад за житото и брашното. До него има зидано каменно огнище за варене на ракия.